# Qseven
Qseven или Q7 — стандарт форм-фактора процессорных модулей, включающих в себя все основные компоненты обычного компьютера и предназначенных для установки в платы устройств прикладного назначения. Низкое энергопотребление и тепловыделение позволяют использовать процессорные модули в мобильных устройствах, в промышленных компьютерах, а также в сферах промышленной автоматизации и транспорта.
Модули форм-фактора имеют стандартизированный размер платы двух вариантов: длинной 70 мм и высотой 70 мм, либо длинной 70 мм и высотой 40 мм. В качестве разъёма стандарта используется разъём MXM c независимой от производителя платы распиновкой.
Стандарт развивается организацией Standardization Group for Embedded Technologies e.V.. Qseven является зарегистрированной торговой маркой организации SGeT e.V.. Логотип Qseven разрешается использовать только продуктам, которые полностью совместимы со стандартом Qseven.

## Поддерживаемые шины
Стандарт предусматривает современные высокоскоростные шины для взаимодействия с устройствами ввода-вывода и периферией:
- PCI Express,
- USB 2.0,
- USB 3.0,
- HDA (High Definition Digital Audio),
- I²S (Integrated Interchip Sound),
- SATA (Serial ATA),
- Gigabit Ethernet,
- DisplayPort,
- TMDS,
- LVDS (Low-voltage Differential Signaling),
- LPC (Low Pin Count),
- Secure Digital I/O (SD/MMC карты).

## Технические характеристики

### Разъём несущей платы
В качестве разъёма используется краевой разъём MXM2 SMT с 230 выводами, использующийся также для подключения видеокарт PCI Express в мобильных устройствах. Включает в себя как сигнальные линии для обмена данными с несущей платой, так и питание. Напряжение питания составляет 5 В. В разъём также входит слот для подключения видеокарт MXM. Разъёмы выпускаются различными производителями в двух вариантах исполнения: высотой 5.5 мм и высотой 7.8 мм.

### Плата процессорного модуля
Модуль должен быть компактного размера 70 на 70 миллиметров. Версия 2.0 стандарта допускает исполнение процессорного модуля размером 40 на 70 миллиметров. Модуль механически вставляется в разъём несущей платы и может быть заменён на любой другой модуль данного форм-фактора.
В модуле размером 70 на 70 миллиметров, по верхнему краю платы, предусмотрен слой для охлаждения платы. Теплоотвод от центрального процессора, чипсета и оперативной памяти осуществляется с помощью медных прослоек. Рассеивание тепла предусмотрено для моделей, потребляющих до 12 Ватт.

### Поддерживаемые возможности
Интерфейс стандарта поддерживает передачу данных через различные системные шины. Поддерживаемые шины и количество каналов для шин незначительно отличаются для процессорных модулей на базе ARM и для процессорных модулей на базе x86.
| Интерфейс ввода-вывода           | ARM                                       | x86                                       |
| -------------------------------- | ----------------------------------------- | ----------------------------------------- |
| Дорожки PCI Express              | до 4-х                                    | от 1-й (x1) до 4-х                        |
| Каналы SATA                      | до 2-х                                    | до 2-х                                    |
| Порты USB 2.0                    | от 3-х до 8-ми                            | от 4-х до 8-ми                            |
| Порты USB 3.0                    | до 2-х                                    | до 2-х                                    |
| Каналы LVDS                      | Dual Channel 24 бита, может отсутствовать | Dual Channel 24 бита, может отсутствовать |
| Embedded DisplayPort             | до 2-х                                    | до 2-х                                    |
| HDA/AC'97/I2S                    | 1; может отсутствовать                    | 1; может отсутствовать                    |
| Ethernet 10/100/1000 Мбит        | 1; может отсутствовать                    | 1; может отсутствовать                    |
| UART                             | 1; может отсутствовать                    | 1; может отсутствовать                    |
| Шина LPC                         | 1; может отсутствовать                    | 1; может отсутствовать                    |
| SD I/O 8 бит для SD/MMC карт     | 1; может отсутствовать                    | 1; может отсутствовать                    |
| SMBus                            | 1; может отсутствовать                    | 1                                         |
| Шина I²S                         | 1                                         | 1                                         |
| Шина SPI                         | 1; может отсутствовать                    | 1; может отсутствовать                    |
| Шина CAN                         | 1; может отсутствовать                    | 1; может отсутствовать                    |
| Сторожевой таймер                | 1                                         | 1                                         |
| Кнопка питания                   | 1                                         | 1                                         |
| Индикатор питания                | 1                                         | 1                                         |
| Кнопка сброса                    | 1                                         | 1                                         |
| Кнопка закрытия крышки           | 1; может отсутствовать                    | 1; может отсутствовать                    |
| Кнопка спящего режима            | 1; может отсутствовать                    | 1; может отсутствовать                    |
| Режим Suspend to RAM (S3)        | 1; может отсутствовать                    | 1; может отсутствовать                    |
| Пробуждение                      | 1; может отсутствовать                    | 1; может отсутствовать                    |
| Индикация низкого заряда батареи | 1; может отсутствовать                    | 1; может отсутствовать                    |
| Контроль температуры             | 1; может отсутствовать                    | 1; может отсутствовать                    |
| Контроль кулера                  | 1; может отсутствовать                    | 1; может отсутствовать                    |